# Haarlems Toneel

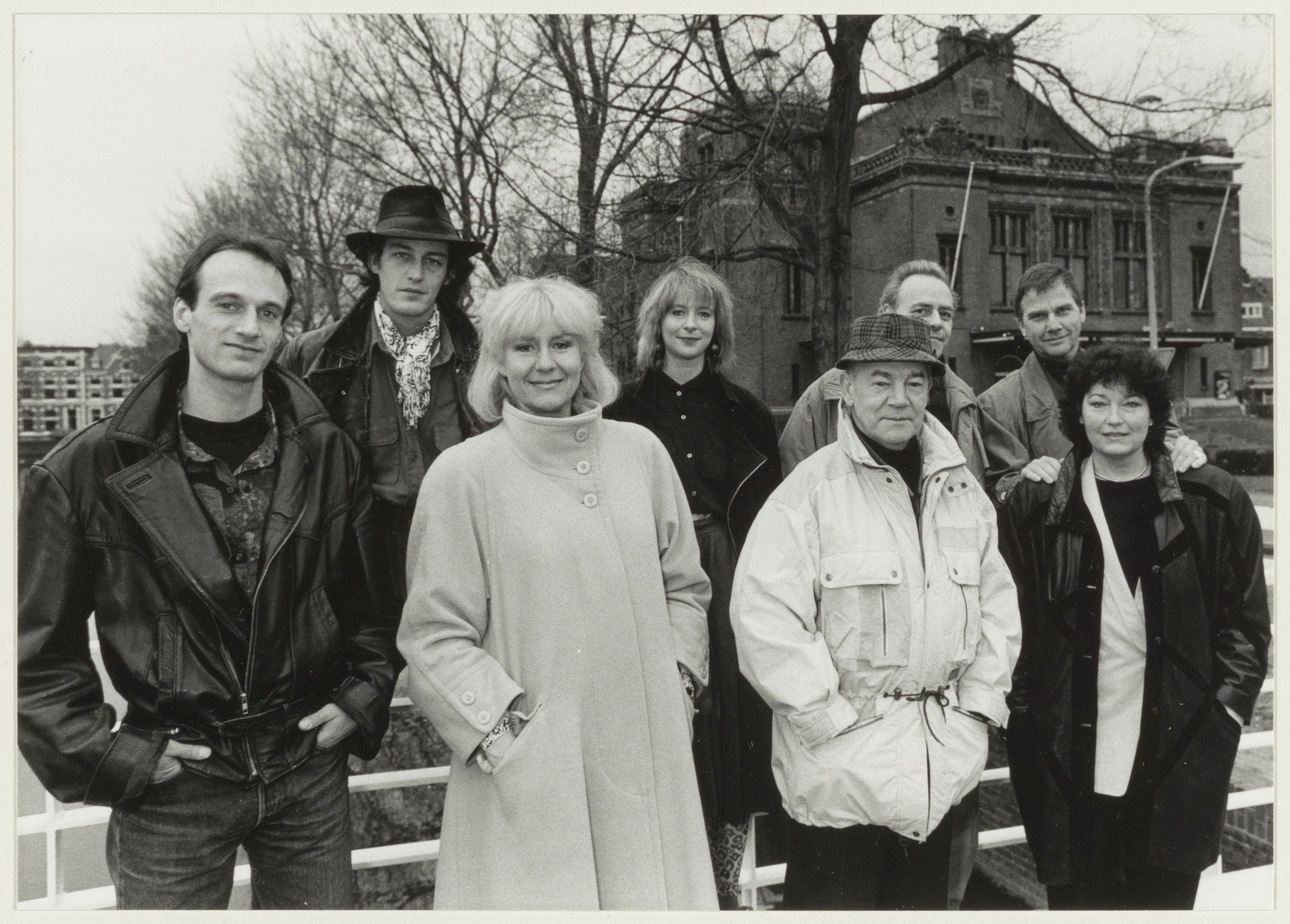
Acteurs die waren betrokken bij het Haarlems Toneel. Achterste rij, v.l.n.r.: Miquel Stigter, Aafke Bruining, Arthur Boni en Willem Nijholt. Voorste rij, v.l.n.r.: Martijn Oversteegen, Anne Wil Blankers, Ton van Duinhoven en artistiek leider Joanna Bilska. Op de achtergrond de Stadsschouwburg.

Haarlems Toneel was een Nederlands toneelgezelschap dat in 1991 in Haarlem werd opgericht door regisseuse Joanna Bilska en zakelijk leider Chris de Jong. Het gezelschap werd gevestigd in de Haarlemse stadsschouwburg.
Bekende acteurs als Ton Lutz en Ellen Vogel waren aan de producties verbonden. Het gezelschap dreef voornamelijk op sponsorgelden en recettes. In 1996 kreeg het gezelschap rijkssubsidie. Deze raakte het gezelschap voor het seizoen 1997/98 weer kwijt, waarna het gezelschap faillissement aanvroeg. Een poging om onder de naam Nieuw Haarlems Toneel in 1997 een doorstart te maken mislukte.